# Jüdischer Friedhof (Hoppstädten)
Der Jüdische Friedhof Hoppstädten  in Hoppstädten, einem Ortsteil der Gemeinde Hoppstädten-Weiersbach im Landkreis Birkenfeld in Rheinland-Pfalz, ist ein geschütztes Kulturdenkmal. 
Der jüdische Friedhof östlich des Ortes am Hang des Eborner Berges wurde vor 1770 und bis 1958 belegt. Auf dem 2410 m² großen Friedhof, der bis Ende des 19. Jahrhunderts von den jüdischen Gemeinden in Hoppstädten, Baumholder und Birkenfeld belegt wurde, sind 168 Grabsteine vorhanden. Es ist der größte jüdische Friedhof in der weiteren Umgebung.